# ایگلزوود، نیوجرسی
ایگلزوود (به انگلیسی: Eagleswood Township) شهری در ایالت نیوجرسی کشور ایالات متحده آمریکا است که جمعیت آن در سرشماری سال ۲۰۱۰ میلادی، ۱٬۶۰۳ نفر بوده‌است.